# وريد مخي
الأوردة المخيّة تتفرع إلى مجموعات من الأوردة الظاهرة والأوردة الباطنة (الأوردة المخية الباطنة) وذلك حسب تصريفها لأجزاء السطح الظاهر أو الباطن لنصف الجمجمة.
الأوردة الظاهرة تتكون من: الأوردة المخية العلوية، والأوردة المخية السفلية والأوردة المخية الوسطى.

## روابط خارجية
- "نموذج للأوردة المخية في الإنسان"، في موقع anatomie.uni-tuebingen.de

هذه المقالة تعتمد على مواد ومعلومات ذات ملكية عامة، من الصفحة رقم 652  الطبعة العشرين لكتاب تشريح جرايز لعام 1918.